# Sandra Morey
Sandra García Mollejo (Madrid, 1974), más conocida como Sandra Morey es una cantante y presentadora española, hija del popular cantante Jaime Morey. 
Estudió en la Royal Academy of Dance. En 1997 edita su primer disco titulado Como un imán y en 1999 un nuevo disco Ven. En marzo de 2000 entra a formar parte del equipo de presentadores (con, entre otros, Jennifer Rope y Hugo de Campos), del espacio musical Música sí, que fue el programa musical más visto en España durante sus años de emisión (1997-2004). Estuvo en el programa hasta que se retiró de antena en marzo de 2004. En 2001 presentó Eurocanción (TVE). 
Tras su popular paso por TVE, sus apariciones en televisión han sido escasas.
- Datos: Q6119983